# Pablo Sarabia García
Pablo Sarabia García (Madrid, 11 de maig de 1992) és un futbolista madrileny. Format a les categories inferiors del Reial Madrid CF, juga de centrecampista ofensiu. Ha estat internacional amb la selecció espanyola.

## Trajectòria
Es va formar com a futbolista a la Escuela de Futbol Madrid Oeste, a Boadilla del Monte i a les categories inferiors del Reial Madrid, on va arribar l'1 de juliol de 2004 amb dotze anys. Va debutar amb el Reial Madrid Castella a Segona Divisió B contra l'AD Alcorcón el 3 de gener de 2010. Dues setmanes després, Sarabia va marcar el seu primer gol amb el filial contra el Racing de Santander B.
El juliol va signar un contracte com a professional amb el club blanc, que els vinculaven fins al 2013. Va ser convocat per primer cop amb el primer equip al desembre de 2010, per al partit de Lliga de Campions contra l'AJ Auxerre, jugant els seus primers minuts al substituir a Cristiano Ronaldo al minut 74.
El juliol de 2011 es va fer oficial el seu traspàs al Getafe CF, on signà un contracte per a cinc anys, malgrat que el Real Madrid es reservà un dret de recompra pel jugador.

## Palmarès
Paris Saint-Germain
- 1 Ligue 1: 2019-20.
- 1 Supercopa francesa: 2019.

Selecció espanyola
- 1 Campionat d'Europa sub-21: 2013[7]
- 1 Campionat d'Europa sub-19: 2011.

## Estadístiques
Actualitzades a 8 de maig de 2011.
| Equip                   | Temporada               | Lliga   | Lliga | Copa    | Copa | Europa  | Europa | Total   | Total |
| Equip                   | Temporada               | Partits | Gols  | Partits | Gols | Partits | Gols   | Partits | Gols  |
| ----------------------- | ----------------------- | ------- | ----- | ------- | ---- | ------- | ------ | ------- | ----- |
| Reial Madrid Castella   | 2009–10                 | 16      | 3     | —       | —    | —       | —      | 16      | 3     |
| Reial Madrid Castella   | 2010–11                 | 30      | 11    | —       | —    | —       | —      | 30      | 11    |
| Reial Madrid Castella   | Total                   | 46      | 14    | —       | —    | —       | —      | 46      | 14    |
| Reial Madrid CF         | 2010–11                 | 0       | 0     | 0       | 0    | 1       | 0      | 1       | 0     |
| Reial Madrid CF         | Total                   | 0       | 0     | 0       | 0    | 1       | 0      | 1       | 0     |
| Total a la seva carrera | Total a la seva carrera | 46      | 14    | 0       | 0    | 1       | 0      | 47      | 14    |